# Dos Jidisze Folk
Dos Jidisze Folk (z jid. Naród Żydowski) – polski syjonistyczny dziennik żydowski wydawany przez Izaaka Grünbauma od 1914 roku. W styczniu 1920 roku połączył się z dziennikiem Hajnt.
W latach 1913–1914 gazeta ta była rozprowadzana w Sokołowie Podlaskim w ilości 50 egzemplarzy. 